# ميان تشقا (مقاطعة دلفان)
ميان تشقا (بالفارسية: میان چقا) هي قرية تقع في قسم كاكاوند الشرقي الريفي (مقاطعة دلفان) في إيران. يقدر عدد سكانها بـ 152 نسمة بحسب إحصاء 2016.